# Албано Алексі
Албано Алексі (алб. Albano Aleksi, нар. 10 жовтня 1992, Фієрі) — албанський футболіст, півзахисник клубу «Егнатія». Виступав також за низку інших албанських клубів. Дворазовий чемпіон Албанії, дворазовий володар Кубка Албанії та чотириразовий володар Суперкубка Албанії.

## Ігрова кар'єра
У професійному футболі Албано Алексі дебютував 2012 року виступами за команду «Бутринті», в якій грав до 2015 року, взявши участь у 47 матчах чемпіонату. У 2015 році футболіст перейшов до клубу «Люфтетарі», в якому грав до 2019 року, та провів у складі команди більше 100 матчів у чемпіонаті.
У 2019 році Алексі перейшов до складу клубу «Теута», у складі якого також став гравцем основного складу. У складі дурреського клубу футболіст став чемпіоном Албанії, володарем Кубка Албанії та дворазовим володарем Суперкубка Албанії.
У 2022 році Албано Алексі перейшов до клубу «Тирана», у складі якого в цьому році втретє став володарем Суперкубка Албанії.
З 2023 року Алексі грає у складі клубу «Егнатія». У сезоні 2023—2024 років футболіст став у складі команди чемпіоном країни та володарем Кубка Албанії, а в 2024 році став чотириразовим володарем Суперкубка Албанії.

## Титули і досягнення
- Чемпіон Албанії (3):

«Теута»: 2020–2021
«Егнатія»: 2023–2024, 2024–2025
- Володар Кубка Албанії (2):

«Теута»: 2019–2020
«Егнатія»: 2023–2024
- Володар Суперкубка Албанії (4):

«Теута»: 2020, 2021
«Тирана»: 2022
«Егнатія»: 2024